# Marc Legrand (poète)
Pour les articles homonymes, voir Legrand.
Marc Legrand, né à Nice le 1er janvier 1865 et mort à Juvisy-sur-Orge le 27 novembre 1908, est un poète, chansonnier, critique littéraire, dramaturge et revuiste français. 

## Biographie
Encore étudiant, Marc Legrand commence sa carrière littéraire en publiant des poèmes à La Revue critique (1884), dans l'entourage de Paul Verlaine, puis à la Gazette illustrée.
Licencié ès lettres, il produit une comédie lyrique en un acte et en vers, Pierrot et la lune ! (1888), mise en musique par Eugène Simonet, et publiée par Léon Vanier (1888). Elle fut créée deux ans plus tard par la troupe du Théâtre-Mixte, fondée par Paul Fort.
Il poursuit cette activité durant une quinzaine d'années, collaborant avec, entre autres musiciens, Georges Auvray, Louis Ganne, Georges Guiraud, Pierre Kunc, Jules Massenet, Henryk Opieński, ou encore Paul Vidal, organisant des représentations dans divers lieux parisiens. 
À partir de 1889, il livre articles critiques et poèmes à la revue La Plume, à La République illustrée, au Roquet, à Fin de siècle, à Gil Blas, à La Revue hebdomadaire, au Figaro ou encore au Triboulet, et à quantité de petites revues comme Le Mascarille et L'Œuvre internationale. Il publie un premier recueil de poèmes en 1896 chez Armand Colin, préfacé par Emmanuel des Essarts, puis chez le même éditeur, un recueil de 50 chansons en partitions destinées aux écoles. 
Il est également traducteur du grec, du latin, du polonais et du russe, liant connaissance avec des personnalités d'Europe de l'Est, dont Hanuš Jelínek.
En janvier 1901, il lance La Revue du bien dans la vie et dans l'art, un mensuel illustré par Mucha, avec comme secrétaire de rédaction Jean Lorédan et un parterre de contributeurs assez prestigieux comme Émile Blémont, Léo Claretie, Octave Mirbeau, Frédéric Mistral, Sully Prudhomme, Gustave Toudouze, Octave Uzanne, et Renée Vivien. Cette revue va durer sept ans, avant de fusionner avec La Revue moderne,.
L'une des dernières apparitions publiques de Marc Legrand eut lieu au soir du 24 décembre 1907 à l'Opéra de Paris : on y donnait en ouverture, Les chansons du bois d'amarante, son poème mis en musique par Massenet, avec comme récitante, Marie Leconte.
Un recueil posthume de ses poèmes paraît en 1923.
Dans ses Souvenirs de la vie littéraires (1921), le critique Antoine Albalat qui l'avait bien connu, le décrit comme « ineffable... entêté traducteur de Sophocle, et qui ressemblait à Ménélik ».

## Œuvre

### Ouvrages
- L'Âme antique, préfaces par Emmanuel des Essarts et Émile Gebhart, Paris, Armand Colin, 1896.
- L'Âme enfantine : 50 chansons pour les écoles, accompagnées de partitions signées de divers musiciens, Paris, A. Colin, 1897.
- [traduction] Sophocle, Œdipe à Colone, préf. de Gustave Fougères, Paris, A. Colin, 1905.
- [préface] Charles Callet, Un oublié du XIXe siècle, Auguste Callet, Paris, H. Daragon, 1909.
- Poèmes posthumes, Paris, M.-A. Salze, 1923.